# 罗泽圣阿尔班
罗泽圣阿尔班（法語：Rozet-Saint-Albin）是法国皮卡第大区埃纳省的一个市镇，属于蒂耶里堡区讷伊圣弗龙县。该市镇2009年时的人口为309人。

## 人口
罗泽圣阿尔班人口变化图示
| 数据来源：INSEE |